# Bite (canción)
«Bite» —en español, «Morder»— es una canción interpretada por el cantante Troye Sivan. Esta canción está incluida en su tercer y cuarto álbum Wild, Blue Neighbourhood. Wild fue publicado el 4 de septiembre de 2015 y Blue Neighbourhood fue publicado el 4 de diciembre de 2015. «BITE» fue publicada el 13 de septiembre en el canal de Youtube «TroyeSivanVEVO».